# Peebles (warenhuis)
Peebles is een voormalige Amerikaanse warenhuisketen die eigendom was van Stage Stores, Inc. Het hoofdkantoor van de keten was in Houston, Texas.
Peebles exploiteerde voornamelijk winkels in het oosten en het middenwesten van de Verenigde Staten in de staten Alabama, Connecticut, Delaware, Florida, Georgia, Illinois, Indiana, Iowa, Kentucky, Maryland, Massachusetts, Michigan, Minnesota, Mississippi, New Hampshire, New Jersey, New York, North Carolina, Ohio, Pennsylvania, Tennessee, Vermont, Virginia, West Virginia en Wisconsin.
De winkel was gespecialiseerd in de detailhandel in trendy heren-, dames- en kinderkleding, accessoires, cosmetica, schoenen en huishoudelijke artikelen. Een aantal merken waren exclusief bij Peebles te vinden waren, waaronder Valerie Stevens, Signature Studio,  Sun River, Rustic Blue, Rebecca Malone en Wishful  Park.

## Geschiedenis
Peebles werd in 1891 opgericht door William Smith Peebles in Lawrenceville, VA.
De familie verkocht het bedrijf in 1986 voor $ 85 miljoen aan twee investeringsbanken en aan het senior management van Peebles. Het bedrijf was al twee keer verkocht voordat Peebles in 2003 werd overgenomen door Stage Stores. In 2003 had Peebles meer dan 125 winkels.
Na tientallen jaren van expansie verwierf Peebles in september 1988 de in Nashville gevestigde, luxe warenhuisketen Harveys Department Stores en doopte deze om tot Peebles.
In 1998 kocht Peebles de warenhuisketen Watson's, een soortgelijke keten, en hernoemde deze later tot Peebles.
Het in Houston gevestigde Stage Stores kocht Peebles in 2003 voor $ 167 miljoen in contanten en $ 46,9 miljoen aan schulden. In augustus 2019 werd aangekondigd dat alle Peebles-winkels, samen met alle andere winkels van Stage Stores Inc, zouden worden omgebouwd tot Gordmans- winkels.
Op 10 mei 2020 maakte Stage bekend dat het faillissement had aangevraagd en dat het alle locaties, inclusief Peebles en Gordmans, zou liquideren, tenzij er een koper voor de keten kon worden gevonden. Er was geen koper gevonden en alle locaties werden uitverkocht en gesloten.